# ヤザン・アッ＝ナイマト
- ヤザン・アッ＝ナイマト
- ヤザン・アル＝ナイマト

ヤザン・アッ＝ナイマト（アラビア語: يزن عبد الله عايد النعيمات Yazan Al-Naimat、1999年6月4日-）は、ヨルダン・ワディ・アル・シール出身のサッカー選手。カタール・スターズリーグ・アル・アラビ・ドーハ所属。ポジションはフォワード。ヨルダン代表。
日本語ではヤザン・アル＝ナイマトと表記されることがある。

## 経歴
2018年、シャバーブSCのトップチームに昇格し、19歳でリーグデビューを果たす。2021年のヨルダンリーグではリーグ2位の13ゴールも決めた。
2022年1月、ヨーロッパのクラブからオファーがあったが、カタール・スターズリーグのアル・アハリ・ドーハに移籍することを決め、24万5000ユーロと言われる移籍金で2年半の契約を結んだ。その1週間後、ウム・サラルSCとのリーグ戦で移籍後初ゴールを決め、2-1の勝利に貢献した。
2024年8月23日、アル・アラビ・ドーハに移籍をした。

## 代表歴
U-23ヨルダン代表に選出され、2021年のWAFF U-23選手権で優勝した。この大会では、決勝でのゴールを含む2ゴールを決め、大会最優秀選手に選ばれた。
2021年2月1日、タジキスタン代表との親善試合でヨルダン代表としてデビューした。
同年3月30日、バーレーン戦で初ゴールを決めた。
2021 FIFAアラブカップでは、グループステージで2ゴールを決め、決勝トーナメント進出に貢献した。準々決勝では1ゴールを決めたが、エジプト代表に3-1で敗れた。その大会で、3ゴールを決めてブロンズブーツ賞を受賞した。
2024年1月、ヨルダン代表としてAFCアジアカップに出場。グループステージでは、韓国代表との試合で1ゴールを挙げ、決勝トーナメント進出に貢献。イラク代表とのラウンド16では、45分に相手パスをインターセプトし、ディフェンスを抜き去り、チップシュートでゴールを決め、3-2でヨルダンの勝利に導いた。準決勝の韓国戦でも、53分にゴールを決め、ヨルダンのリードに貢献。2-0で勝利し、史上初のAFCアジアカップ決勝進出を果たした。カタール代表との決勝戦では、試合終了間際にゴールを決めたが、3-1で敗れて準優勝に終わった。

## タイトル

### U-23ヨルダン代表
- WAFF U-23選手権 (2021)

### 個人
- FIFAアラブカップ ブロンズブーツ賞：(2021)
- WAFF U-23選手権 最優秀選手賞 (2021)